# 슈퍼스타 (2012년 대한민국 영화)
"슈퍼스타"는 2012년에 개봉한 대한민국의 영화이다.

## 캐스팅
- 김정태 : 태욱 역
- 송삼동 : 진수 역
- 장경아 : 은숙 역
- 정찬 : 본인 역
- 박수진 : 수진 역
- 김철홍 : 강 팀장 역
- 장항준
- 정윤철
- 선우선
- 김동원
- 이춘연
- 이창동
- 김동호 (특별출연)
- 이준익 (특별출연)
- 안성기 (특별출연)